# John Andrew Peacock
John Andrew Peacock, FRS, FRSE (27 de março de 1956) é um cosmologista britânico.
É desde 1998 professor de cosmologia da Universidade de Edimburgo. Recebeu em 2014 o Prêmio Shaw.